# 高松サンポート合同庁舎

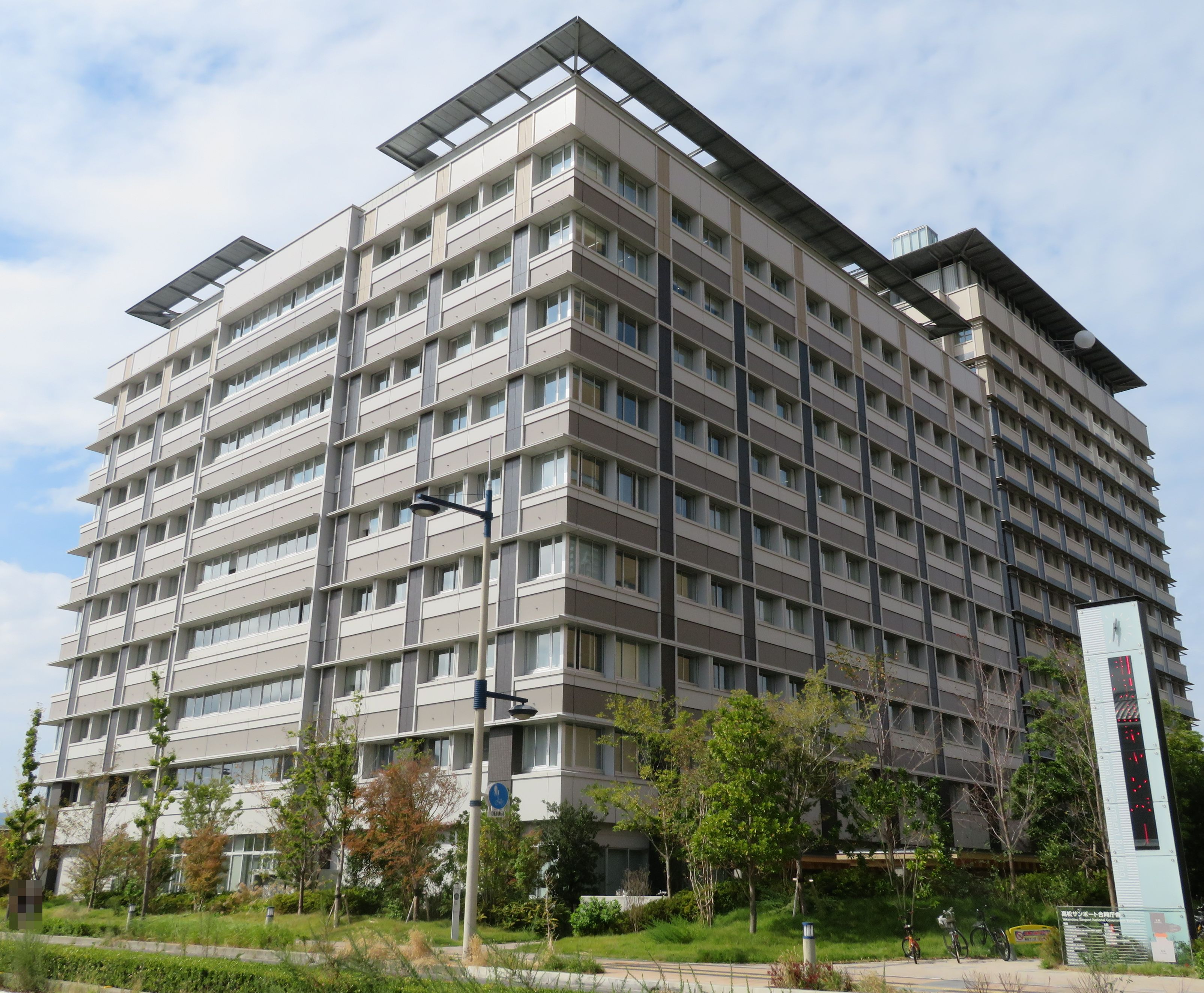

高松サンポート合同庁舎（たかまつサンポートごうどうちょうしゃ）は、サンポート高松にある国の出先機関の合同庁舎。四国地方を統轄する国の行政機関のほとんどがこの建物に集中する。
「高松市内に点散し、それぞれ老朽・狭隘化した庁舎で業務を行 っている国の22の地方支分部局を新たな街区形成を行っているサンポート高松地区 に集約・合同化することにより、利用者の利便性の向上と執務環境・能率の向上を図るとともに、災害時における四国地方の対策活動を行う防災拠点としての機能を有する施設」として計画された。

## 北館
| 棟屋    | 空調機械室                    | 空調機械室                    |
| 14階    | 共用室・EV機械室              | 倉庫・PBX・発電機室           |
| 13階    | 四国地方整備局                | 四国地方整備局                |
| 12階    | 四国地方整備局                | 四国地方整備局                |
| 11階    | 四国地方整備局                | 四国地方整備局                |
| 10階    | 四国地方整備局                | 四国地方整備局                |
| 9階     | 四国地方整備局                | 四国地方整備局                |
| 8階     | 四国地方整備局                | 四国地方整備局                |
| 7階     | 四国経済産業局 産業保安監督部 | 四国経済産業局 産業保安監督部 |
| 6階     | 四国経済産業局 産業保安監督部 | 四国経済産業局 産業保安監督部 |
| 5階     | 四国経済産業局 産業保安監督部 | 四国経済産業局 産業保安監督部 |
| 4階     | 四国厚生支局                  | 四国厚生支局                  |
| 3階     | 香川労働局                    | 香川労働局                    |
| 2階     | 中央労働委員会                | 高松労働基準監督署            |
| 1階     | 防災センター                  | ギャラリー・ロビー            |
| 地下1階 | 駐車場                        | 駐車場                        |
| 地下2階 | 駐車場                        | 駐車場                        |

2006年（平成18年）11月に完成。四国地方整備局、四国厚生支局、香川労働局、高松労働基準監督署、中央労働委員会事務局四国地方事務所、四国経済産業局、中国四国産業保安監督部四国支部の計7官署が入居するが、四国厚生支局はここだけでは不足するため、南館5階にも一部の部署が入居している。高層棟と低層棟からなり、地上と地下に計123台の駐車場が整備されている。低層棟はサンポート高松郵便局が入居するほか、1階には展示スペース、2階には各省庁がセミナーなどを開催するアイホールがある。
四国地方の防災拠点となるだけに、高松で大規模災害が起こった場合でも支障なくその役割を保つことができる対策が施されている。特に安全耐震性は構造体Ⅰ類と高い基準で設計され、さらに津波、高潮対策として地下階の水没を防ぐため地盤高がTP+3.5mに設定されている。他にも72時間連続運転可能な非常用発電機や非常時の断水対策用に4日分の上水と7日分の中水の備蓄、下水道遮断時用に7日分の排水を貯留する非常用排水槽が設置されている。

### 北館建築概要
- 設計 - 国土交通省四国地方整備局、日建設計・シーザー・ペリ設計共同体
- 竣工 - 2006年（平成18年）11月
- 敷地面積 - 約6,389m2
- 建築面積 - 約3,002m2
- 延床面積 - 約29,847m2
- 構造・規模
  - 高層棟 - 鉄骨造、地上14階・地下2階建　
  - 低層棟 - 鉄骨造、地上2階・地下1階建
- 所在地 - 香川県高松市サンポート3-33

## 南館
| 11階    |                                            |                                            |                                                   |                                                   |                                                   |
| 10階    | 中国四国管区警察局 四国警察支局            | 中国四国管区警察局 四国警察支局            | 中国四国管区警察局 四国警察支局                   | 中国四国管区警察局 四国警察支局                   | 中国四国管区警察局 四国警察支局                   |
| 9階     | 中国四国管区警察局 四国警察支局            | 中国四国管区警察局 四国警察支局            | 中国四国管区警察局 四国警察支局                   | 中国四国管区警察局 四国警察支局                   | 中国四国管区警察局 四国警察支局                   |
| 8階     | 高松地方気象台                             | 高松地方気象台                             | 公正取引委員会事務総局 近畿中国四国事務所四国支所 | 公正取引委員会事務総局 近畿中国四国事務所四国支所 | 公正取引委員会事務総局 近畿中国四国事務所四国支所 |
| 7階     | 四国財務局 財務総合政策研究所 四国研修支所 | 四国財務局 財務総合政策研究所 四国研修支所 | 四国財務局 財務総合政策研究所 四国研修支所        | 四国財務局 財務総合政策研究所 四国研修支所        | 四国財務局 財務総合政策研究所 四国研修支所        |
| 6階     | 四国財務局                                 | 四国財務局                                 | 四国行政評価支局                                  | 四国行政評価支局                                  | 四国行政評価支局                                  |
| 5階     | 中国四国農政局 香川県拠点                  | 中国四国農政局 香川県拠点                  | 国土地理院 四国地方測量部                         | 国土地理院 四国地方測量部                         | 四国厚生支局                                      |
| 4階     | 四国運輸局                                 | 四国運輸局                                 | 四国運輸局                                        | 四国運輸局                                        | 四国運輸局                                        |
| 3階     | 四国運輸局                                 | 四国運輸局                                 | 四国運輸局                                        | 四国運輸局                                        | 四国運輸局                                        |
| 2階     | 高松法務局 人権擁護部                      | 中国四国防衛局 高松防衛事務所              | 自衛隊香川地方協力本部                            | 人事院四国事務局                                  | 中国四国地方環境事務所 高松事務所                 |
| 1階     | 会議室                                     | 会議室                                     | サポート室                                        | サポート室                                        | 合同庁舎管理室                                    |
| 地下1階 | 北館連絡口                                 |                                            |                                                   |                                                   |                                                   |

A棟の南側に建設予定で、敷地面積は約4600m2。A棟とほぼ同規模で建設され、四国財務局や四国運輸局、四国管区警察局など15官署が入居する予定であったが、2009年（平成21年）10月、当時の民主党政権による「公共事業見直し」及び「出先機関改革」といった政策を受け、国土交通省はB棟の工事を凍結する方針を示した。その後、政権交代を経た2012年（平成24年）度予算に事業費が入り、調査・準備期間等を経て、2015年5月23日にようやく着工の運びとなった。なお、入居官署は最終的には14官署となり、2017年9月20日に竣工した。その後2024年9月17日には北館に入りきらずに高松シンボルタワーに入居していた四国厚生支局の一部部署が南館5階に移転している。

### 南館建築概要
- 建築主 - 国土交通省　四国地方整備局
- 設計者 - 日建設計・ペリ　クラーク設計共同体設計
- 監理者 - 株式会社　宮 建築設計
- 建築面積 - 2,274.90m2
- 延床面積 - 22,340.55m2
- 構造・規模 - S造（一部SRC造・RC造）地下1階 地上11階建

## 集約官署一覧
| 官署名                                            | 入居場所      | 集約前所在地                                  | 跡地利用 |
| ------------------------------------------------- | ------------- | --------------------------------------------- | --- |
| 四国厚生支局                                      | 北館4階       | 高松市福岡町4丁目28-15                        | 建物解体後一般競争入札により売却 |
| 香川労働局                                        | 北館2階・3階  | 高松市天神前5-25 香川労働総合庁舎             | 建物解体後一般競争入札により売却 |
| 高松労働基準監督署                                | 北館2階       | 高松市天神前5-25 香川労働総合庁舎             | 建物解体後一般競争入札により売却 |
| 中央労働委員会 四国地方事務所                     | 北館2階       | 高松市番町1丁目10-2 高松第一地方合同庁舎      | 一般競争入札により売却され、 番町ミッドタウンビルディングとして改修後、 富士通四国インフォテック本社が入居している。 |
| 四国経済産業局                                    | 北館5階〜7階  | 高松市番町1丁目10-2 高松第一地方合同庁舎      | 一般競争入札により売却され、 番町ミッドタウンビルディングとして改修後、 富士通四国インフォテック本社が入居している。 |
| 中国四国産業保安監督部 四国支部                   | 北館5階       | 高松市番町1丁目10-2 高松第一地方合同庁舎      | 一般競争入札により売却され、 番町ミッドタウンビルディングとして改修後、 富士通四国インフォテック本社が入居している。 |
| 四国地方整備局                                    | 北館8階〜13階 | 高松市福岡町4丁目26-32                        | 建物解体後香川国道河川事務所が高松町より移転 |
| 人事院四国事務局                                  | 南館2階       | 高松市松島町1丁目17-33 高松第2地方合同庁舎3階 | 暫定留保財産 |
| 中国四国防衛局 高松防衛事務所                     | 南館2階       | 高松市松島町1丁目17-33 高松第2地方合同庁舎3階 | 暫定留保財産 |
| 四国行政評価支局                                  | 南館6階       | 高松市松島町1丁目17-33 高松第2地方合同庁舎3階 | 暫定留保財産 |
| 公正取引委員会事務総局 近畿中国四国事務所四国支所 | 南館8階       | 高松市松島町1丁目17-33 高松第2地方合同庁舎3階 | 暫定留保財産 |
| 国土地理院 四国地方測量部                         | 南館5階       | 高松市松島町1丁目17-33 高松第2地方合同庁舎3階 | 暫定留保財産 |
| 四国運輸局（陸運）                                | 南館4階       | 高松市松島町1丁目17-33 高松第2地方合同庁舎3階 | 暫定留保財産 |
| 自衛隊香川地方協力本部                            | 南館2階       | 高松市塩上町3丁目11番5号                      | |
| 四国運輸局（鉄道・海事）                          | 南館3階       | 高松市朝日新町1-30 高松港湾合同庁舎           | 四国地方整備局 高松港湾・空港整備事務所が浜ノ町より移転。旧整備事務所庁舎は高松出入国在留管理局浜ノ町分庁舎と改称し、同局審査部門が要員増により手狭となった高松法務合同庁舎（丸の内）より移転。                                      |
| 中国四国管区警察局四国警察支局                    | 南館9階・10階 | 高松市中野町19-7                              | 定期借地権を前提として公的利用要望を受付ける、建物は取り壊し |
| 高松法務局 人権擁護部                             | 南館2階       | 高松市出作町字西原585-4                       | |
| 四国財務局                                        | 南館6階・7階  | 高松市中野町26-1                              | 社会福祉法人さぬきに売却、建物は取り壊し特別養護老人ホームを整備 |
| 財務総合政策研究所 四国研修支所                   | 南館7階       | 高松市中野町26-1                              | 社会福祉法人さぬきに売却、建物は取り壊し特別養護老人ホームを整備 |
| 中国四国農政局 香川県拠点                         | 南館5階       | 高松市天神前3-5                               | 建物は高松第二国税総合庁舎と改称し、東向かいの高松国税総合庁舎にあった税務大学校高松研修所、高松国税不服審判所が入居。高松国税総合庁舎もその空きスペースへ高松国税局が源泉徴収・督促など管内税務署が行っていた事務の集約拠点を設置。 |
| 高松地方気象台                                    | 南館8階       | 高松市伏石町2016-29                           | 建物解体後高松市太田コミュニティセンター改築、 無人観測は継続 |
| 中国四国地方環境事務所 高松事務所                 | 南館2階       | 高松市寿町2丁目1-1 高松第一生命ビル新館6階    | |

## 交通アクセス
- JR四国 高松駅 (香川県)下車すぐ。